# Mikuláš Sarkander
Mikuláš Sarkander (kolem 1570 Skočov – 29. listopadu 1622 Olomouc) byl slezský římskokatolický duchovní, opavský inkvizitor, kanovník olomoucký a štrasburský, odpůrce českého stavovského povstání a bratr sv. Jana Sarkandra.

## Původ
Narodil se do slezské rodiny Řehoře Matěje Sarkandra Heleny Gurecké z Kornic. Měl bratry Václava, Pavla, Jana a nevlastního bratra Matouše, jenž byl z matčiného prvního manželství.
Když otec zemřel, přestěhovala se matka s rodinou do Příbora, kde žil její první syn z prvního manželství Matouš Vlčnovský.

## Život
Nejprve studoval v Olomouci na jezuitské škole, kde byl imatrikulován roku 1590 a za šest byl ustanoven zámeckým kaplanem u Ladislava Berky z Dubé ve Velkém Meziříčí. V českých zemích se tou dobou rozšiřovalo učení Martina Luthera a Sarkander se snažil zdejší obyvatele vrátit ke katolické víře.
Kardinál Dietrichstein poslal dne 1. ledna 1608 Mikuláše do vojensky obsazené Opavy k předsevzetí děkanství a k provedení protireformačních opatření. Sarkandrovi byl též slíben olomoucký kanonikáŕt, ale pod podmínkou, že v Opavě bude složit tři roky.
Mikuláš Sarkander se pak ihned ujal svého inkvizičního pověření a nechal z Opavy vypovědět všecky reformované kazatele. Přivolal si také Tovaryšstvo Ježíšovo a svého bratra sv. Jana, aby společně nadále obraceli lid na katolickou víru.
Mikuláš Sarkander plánoval spiknutí s vojenským zásahem proti Opavě a stavům. Jeho plány však byly odhaleny a Sarkander byl označen za vlastizrádce. Postavil se proti němu hlavně Václav Bítovský z Bítova, který se podílel na smrti jeho bratra. Za pomoci Rudolfa II. se mu ale podařilo utéci za hranice, kde mu byl Leopoldem Pasovským udělen štrasburský kanonikát s farou v Nové Vsi. Teprve po bitvě na Bílé Hoře se mohl vrátit zpět na Moravu, kde se roku 1620 stal kanovníkem olomouckým.
Zemřel roku 1622.